# Pteroptrix aegyptica
Pteroptrix aegyptica is een vliesvleugelig insect uit de familie Aphelinidae. De wetenschappelijke naam is voor het eerst geldig gepubliceerd in 2005 door Evans & Abd-Rabou.